# Колыбельникова, Мария Яковлевна
Мария Яковлевна Колыбельникова (род. 1925 год, Северо-Кавказский край) — рабочая Урекского совхоза Министерства сельcкого хозяйства СССР, Махарадзевский район, Грузинская ССР. Герой Социалистического Труда (1949).

## Биография
Родился в 1925 году в крестьянской семье в одном из сельских населённых пунктов современного Ставропольского края. Трудиться начала в годы Великой Отечественной войны, после переехала в Махарадзевский района (сегодня — Озургетский муниципалитет) Грузинской ССР, где трудилась в Урекском совхозе Махарадзевского района с усадьбой в селе Уреки.
В 1948 году собрала в среднем с каждого дерева по 1320 мандаринов с 409 плодоносящих мандаринов деревьев. Указом Президиума Верховного Совета СССР от 5 июля 1949 года удостоен звания Героя Социалистического Труда за «получение высоких урожаев сортового зелёного чайного листа и цитрусовых плодов в 1948 году» с вручением ордена Ленина и золотой медали «Серп и Молот» (№ 4030).
Этим же Указом званием Героя Социалистического Труда были удостоены директор совхоза Алфесий Семёнович Трапаидзе, главный агроном Вениамин Ивлианович Тодрия, заведующий отделением Илья Васильевич Маглакелидзе, рабочие Ольга Егоровна Милаева, Кирилл Семёнович Мазурик, Ольга Кирилловна Мазурик, Меланья Артёмовна Радченко, Зинаида Васильевна Ряшенцева, Ольга Фёдоровна Пашкова и Хайрула Силеевич Хайбрахимов.
В последующие возвратилась на родину и проживала в Ставрополе.